# Nicola Pisano
Nicola Pisano, znan i kao Niccolò Pisano i Nicola de Apulia ili Nicola Pisanus (Apulija, oko 1225. – Toskana, oko 1283.), bio je talijanski kipar i arhitekt. Glavni je predstavnik talijanskog kiparstva na prijelazu romanike u gotiku i s razlogom se smatra obnoviteljem kiparstva u Europi.

## Životopis i Djela
Djelovao je u Pisi, Sieni i Perugi. Inspiriran antikom i francuskom gotikom, oblikovao je monumentalnu plastiku. Njegova najbolja djela su poligonalna mramorna propovjedaonica u baptisteriju u Pisi, te propovjedaonica u katedrali u Sieni.
Nicola Pisano je bio jedan od umjetnika na dvoru Svetog Rimskog Carstva u Capui, sjeverno od Napulja. Tu je car Fridrik II., car Svetog Rimskog Carstva, u prvoj polovici 13. stoljeća povezao umjetnike iz Njemačke, Francuske i Italije u želji da oživi antičku klasičnu umjetnost za svoje političke ciljeve – u želji da poveže djela svoje vladavine s djelima carskog Rima. 
U Pisi je također Nicola bio u direktnom dodiru s rimskim skulpturama te ne iznenađuje njihov utjecaj na reljefe krstionice u Pisi. Na mramornoj propovjedaonici Nicola je prikazao Gospu u pozi zemaljske božice iz antike, a draperije na njenoj odjeći, koje prate linije tijela, su najbolja poveznica s rimskom umjetnošću.
- Propovjedaonica krstionice katedrale u Pisi.
- Propovjedaonica katedrale u Sieni.
- Fontana Maggiore u Perugi (1277.).

## Poveznice
- Giovanni Pisano, Nicolin sin i nasljednik u kiparstvu

## Vanjske poveznice
- G. Vasari, Život Nicole Pisana.  Arhivirana inačica izvorne stranice od 17. ožujka 2005. (Wayback Machine)